# Блакитнар жовтогорлий
Блакитна́р жовтогорлий (Iridosornis analis) — вид горобцеподібних птахів родини саякових (Thraupidae). Мешкає в Андах.

## Опис
Довжина птаха становить 15 см, вага 20-29 г. Верхня частина тіла темно-синя, нижня частина тіла тьмяна, блакитнувато-охриста, гузка каштанова. Горло жовте. Дзьоб короткий, міцний.

## Поширення і екологія
Жовтогорлі блакитнарі мешкають на східних схилах Анд на півдні Колумбії (захід Путумайо), Еквадорі і Перу (на південь до Пуно). Вони живуть в нижньому ярусі вологих гірських тропічних лісів. Зустрічаються на висоті від 1150 до 2600 м над рівнем моря. Живляться комахами і дрібними плодами.